# Octavian Goga (deputat)
Octavian Goga (n. 24 ianuarie 1970) este un politician român care a ocupat funcția de deputat în legislatura 2016-2020 din partea Partidului Mișcarea Populară (PMP). În iunie 2017, a trecut la Partidul Social Democrat.